# Ribera de Cardós
|  | Aquest article és sobre la vila d'aquest nom. Per a l'antic municipi, vegeu Ribera de Cardós (antic municipi). |

Ribera de Cardós és una vila cap del terme municipal de Vall de Cardós, a la comarca del Pallars Sobirà.
Va ser municipi independent fins que el 1972 es va fusionar amb Estaon, per formar l'actual de Vall de Cardós. L'antic terme incloïa també els pobles de Cassibrós i Surri i, antigament, havia tingut el poble de Borente, ara despoblat.
La vila de Ribera de Cardós es troba al fons de la Vall de Cardós, a la dreta de la Noguera de Cardós, en un indret on la vall s'eixampla considerablement entre la Serra d'Aurati, al sud-oest, que assoleix els 2.021,6 al Pui de Pouet, i la Serra de Niarte, al sud-est, que arriba als 2.085,1 al Pui de Cassibrós, situat damunt i a llevant de Ribera de Cardós.
Ribera de Cardós compta amb la important església parroquial romànica de Santa Maria, gran i un xic separada de la vila, en un indret a prop del riu que vol ser punt de trobada de tota la vall. Antigament era seu d'un arxiprestat que comprenia tota la Vall de Cardós. En el poble hi ha les capelles de la Puríssima de Casa l'Apotecari i de Santa Llúcia de Casa Móra. Al nord de la vila hi ha també les restes de la capella de Sant Cristòfol.
Un altre element històric de la vila era el Castell de Ribera de Cardós, del qual romanen poques restes, en el turó que hi ha al nord, damunt de la vila. També es conserva, ara traslladada a la vila, la Creu de terme del Forat de Cardós, antigament situada a l'indret que el seu nom indica, punt d'entrada a la Vall de Cardós.

## Etimologia
Segons Joan Coromines, Ribera de Cardós és un topònim compost. La primera part, Ribera, ve de l'adjectiu llatí ripparia (de la riba, de la vora del riu). És, clarament, un topònim de caràcter descriptiu, romànic pel que fa al seu origen.
La segona part, de Cardós es justifica per la seva pertinença a la Vall de Cardós.

## Geografia

### La vila de Ribera de Cardós
La vila antiga s'estén longitudinalment de sud-est a nord-oest a l'interior d'una raconada orogràfica a la dreta de la Noguera de Cardós, una mica separada a ponent de la llera del riu, i a l'esquerra del Barranc del Cantó de l'Om, amb les cases disposades en un carrer que al mig del poble es bifurca en diversos carrerons i hi forma una placeta. El poble modern s'ha anat estenent al llarg de la carretera, als peus del poble vell. L'església parroquial, romànica, en canvi, és a llevant del poble, al bell mig d'un espai obert i sense edificacions.

#### Les cases de la vila[1]
| - Casa Antònio de l'Hotel - Casa Arturo - Casa Balenyà - Casa Becada - Casa Bellera - Casa Bernadina - Casa Bernapal - Casa Botiguer - Casa Bram - Casa Cabana - Casa Carló - Casa Cela - Casa Cília - Casa Cintet - Casa Cinto de l'Hotel | - Casa Cisquet - Casa Diacent - Casa Dolores - Casa Ensui - Casa Escolà - Casa Espada - Casa Ferrer - Casa Ferreret - Casa Ferrer Joana - Casa Ferrer nou - Casa Ferrer Peret (I) - Casa Ferrer Peret (II) - Casa Fèlix - Casa Ferriol - Casa Forn | - Casa Gallard - Casa Gallimpei - Casa Guillem - Casa Hostaler - Casa Hotel - Casa Jaques - Casa Joan - Casa la Joana - Casa Llauner - Casa Llucià - Casa Marieta - Casa Marot - Casa Mestre Ramon - Casa Millet de Baix - Casa Millet de Dalt | - Casa Modesto - Casa la Mola - Casa Moliner - Casa Móra - Casa Nasiet - Casa Paller - Casa Pauet - Casa Pepe - Casa Porgueres - Casa Potecari - Casa Queró - Casa Quet - Casa Ram - Casa Ram Jepó - Casa Ram Anton | - La Rectoria - Casa Savall de la Roca - Casa Savall Sastre - Casa Secretari - Casa Serni - Casa Sordeta - Casa Trixó - Casa Tureta - Casa Ventura - Casa Vidal - Casa Vidalet - Casa Vistarrenou - Casa Xalat - Casa Xic de l'Hotel - Casa Ximo |

## Història

### Edat moderna
En el fogatge del 1553, Ribera declara 1 foc eclesiàstic i 14 de laics, uns 75 habitants.

### Edat contemporània
Pascual Madoz dedica un article del seu Diccionario geográfico... a Rivera de Cardos. S'hi pot llegir que és una vila amb ajuntament situada en un pla envoltat d'altes muntanyes, combatut principalment pels vents del nord i del sud, amb un clima molt fred que produeix inflamacions i reumes aguts i crònics. Tenia en aquell moment 50 cases, una font i l'església de la Nativitat de Nostra Senyora, de la qual depèn Cassibrós, servida per un rector; a prop, en un pla, hi ha l'ermita de Nostra Senyora del Roser. El territori és molt muntanyós i pedregós, amb poc pla. Hi passa el camí ral que va a França i a la Vall d'Aran. S'hi produïa blat, sègol, ordi, patates, una mica de fruita, hortalisses i herba. S'hi criava tota mena de bestiar, especialment mular i vacum. Hi havia caça abundant de perdius, i pesca de truites i anguiles. Comptava amb 45 veïns (caps de casa) i 337 ànimes (habitants).
Fins a la dècada dels trenta del segle xx, Ribera de Cardós era una vila de difícil accés amb vehicle, ja que només hi arribaven camins de bast. L'obertura de la carretera aportà una sèrie de canvis molt notables, a partir d'aquell moment. La vida en aquestes valls era molt precària, i només es revitalitzà una mica, a la primera meitat del segle xx, per la construcció de petites centrals elèctriques per a garantir l'abastiment local. La Central del Pubill, que se servia de la força de l'aigua del Riu d'Estaon produïa energia elèctrica per a Ribera de Cardós.
L'explotació de la fusta, i més tard el turisme, han estat les úniques indústries desenvolupades a la vila; actualment encara hi ha una serradora. Pel que fa al turisme, 5 hotels i pensions, 6 restaurants (inclosos els dels hotels), 2 cases de turisme rural i 3 càmpigs asseguren el servei als visitants de la vall, estadants de temporada estiuenca molt sovint.

## Llocs d'interès
- Arquitectura en Miniatura del Pirineu. Obres de Joan Escolà.[4]
- Espai de la Memòria de Catalunya: l'agost de 2010 es va inaugurar una ruta que relata els fets que van passar al municipi entre el 1938 i el 1945. Donant a conèixer els búnquers que van construir els franquistes per protegir-se d'una possible invasió francesa, i que figuren com a vestigis patrimonials en el municipi de la Guerra Civil i la postguerra. La ruta es realitza a peu i no té un nivell tècnic necessari, i permet visitar 4 búnquers que van ser creats durant el període de la Post-Guerra Civil Espanyola.[5]

## Economia
En l'actualitat, Ribera de Cardós té el 13,5% del territori conreat (763 hectàrees, el 66% de les quals és dedicat a pastures o prats de dall). Les principals activitats econòmiques estan relacionades amb la ramaderia, sobretot de bestiar boví i oví, a més d'una cria de bestiar de peu rodó a la baixa. Els boscos ocupen unes 2.800 hectàrees, cosa que fa que hi sigui una activitat important.
L'explotació de l'energia hidroelèctrica va suposar, des de principis del segle xx no tan sols una activitat rellevant, sinó l'inici d'una certa industrialització i de la transformació de la vall. Rere seu va venir l'activitat turística, sobretot relacionada amb l'excursionisme, tant de caràcter familiar com de caràcter esportiu.

## Comunicacions
- Amb vehicle propi:

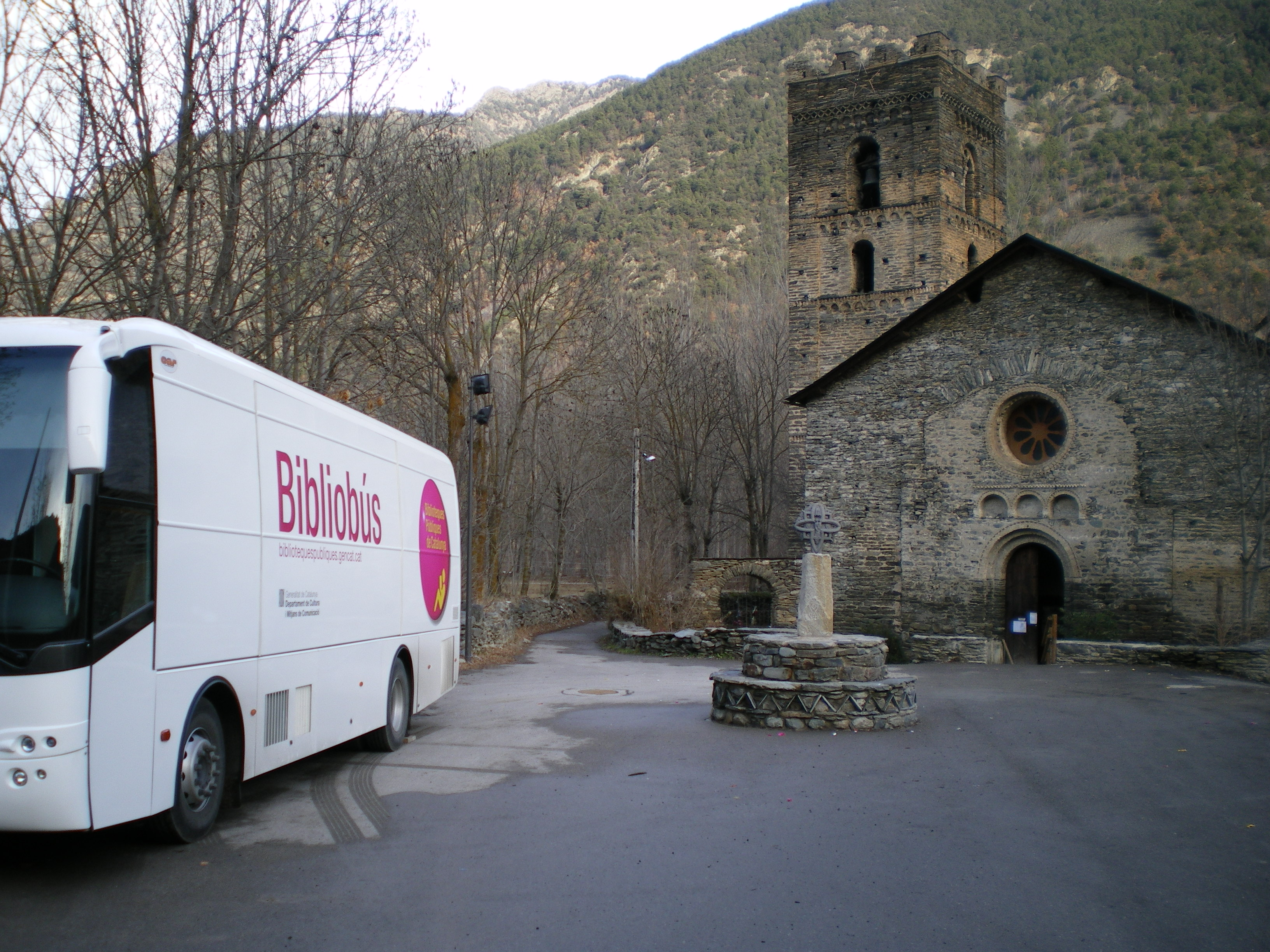
El Bibliobús Pere Quart a la Ribera de Cardós.

Tota la Vall de Cardós es comunica amb l'exterior únicament a través de la carretera L-504. A través d'ella, hom arriba a Llavorsí en 9,1 quilòmetres. A Llavorsí enllaça amb la carretera C-13, a partir de la qual es pot anar cap a la Vall d'Àneu i la Vall d'Aran per un costat, i cap a Sort, Tremp, Balaguer, Lleida i Barcelona per l'altre. Ribera de Cardós es troba a 23,4 quilòmetres de Sort, a 63,3 de Tremp, 119,5 de Balaguer, 145,5 de Lleida i 229,1 de Barcelona, sempre per la ruta més curta.
- Amb mitjans públics de transport:

Ribera de Cardós només està connectada a través de mitjans pública de transport gràcies a la línia L0734, de Llavorsí a Tavascan, que només funciona previ concert específic. En té cura l'empresa Serveis turístics Gabriel. Per accedir fins Llavorsí amb transport públic, la companyia ALSA té un servei diari des de Barcelona.